# 默弗里斯伯勒 (田纳西州)
默弗里斯伯勒（英語：Murfreesboro）是美国田纳西州的一座城市，也是拉瑟福县的县治所在地，2020年普查确定城市人口为152769。
默弗里斯伯勒有时被视为纳什维尔的郊区，但两地相距56千米，默弗里斯伯勒的人口也足够庞大，这容许其维持独立的城市身份。它是美国人口增长最快的城市之一，在1990至2000年间，它的人口从46,000增加至69,000，增幅达66%。该城也是中田纳西州立大学的所在地。
這裡也是田納西州建州之後第二個州府，1818年由諾克斯維爾遷入，直到1843年才將州府遷到現在的納什維爾。